# جرج فاستر پیبادی
جرج فاستر پیبادی (انگلیسی: George Foster Peabody؛ ‏ ۲۷ ژوئیهٔ ۱۸۵۲ – ۴ مارس ۱۹۳۸) بانک‌دار و نیکوکار اهل ایالات متحده آمریکا بود.
جایزه پیبادی جایزهٔ مشهوری به نام اوست، 
که همه‌ساله توسط «دانشکده روزنامه‌نگاری و ارتباطات جمعیِ هِنری دابلیو گریدی» به برنامه‌های رادیویی (از ۱۹۴۱)، برنامه‌های تلویزیونی (از ۱۹۴۸) و محتوای اینترنتی (از اواخر دههٔ ۹۰ میلادی) تعلق می‌گیرد.